# Cylindropuntia leptocaulis
Cylindropuntia leptocaulis (DC.) F.M.Knuth è una pianta della famiglia delle Cactacee.

## Descrizione
Di natura arbustiva, talvolta con un corto tronco, alta fino a 2 metri, con rami molto sottili e poco tubercolari, addensati e forniti di numerosi articoli lunghi anche più di 15 cm e posti quasi ad angolo retto con le ramificazioni da cui nascono. Le areole poste sui tubercoli poco prominenti sono piccole e rotonde, con glochidi abbondanti e giallastre corto feltro bianco; benché spesso siano interni, di solito portano una spina, talvolta 2-3 sulle parti più vecchie.

Le spine sono chiare, lunghe fino a 5 cm, racchiuse in una guaina variabile in colore da quasi bianco a giallastro o rosso bruno, molto aguzza si conficca facilmente in ogni oggetto abbastanza morbido.

Poiché essa non è sempre libera e gli articoli si staccano facilmente, a volte tutto l'articolo rimane attaccato rendendo difficile la sua estrazione. 
I fiori sono piccoli, verdastri o gialli. I frutti sono globosi, lunghi 1 cm, rossi o gialli, muniti di areole che possono dar luogo a nuove vegetazioni. Se ne conoscono molte varietà con spine variamente colorate o più corte o lunghe, e con glochidi bruni.

## Distribuzione e habitat
C. leptocaulis ha un'area di distribuzione che va dal sud-ovest degli Stati Uniti d'America fino al Messico.

## Coltivazione
Essendo una pianta grassa di natura infestante la sua coltivazione risulta essere molto facile.

Riesce a sopportare temperature che arrivano fino ai -5/-10 °C (a seconda della varietà); tuttavia le condizioni ottimali per la germinazione dei semi, processo che può richiedere molti mesi, si trova in un intervallo di temperatura compreso tra i 20 °C e i 40 °C.